# 에어 나이지리아의 운항 노선
에어 나이지리아는 다음과 같은 노선을 운항했었다.

## 운항 노선

### 아프리카
- 베냉
  - 코토누 - 가제쿠 공항
- 카메룬
  - 두알라 - 두알라 국제공항
- 코트디부아르
  - 아비장 - 포트바우트 공항
- 가봉
  - 리브르빌 - 리브르빌 국제공항
- 감비아
  - 반줄 - 반줄 국제공항
- 가나
  - 아크라 - 코토카 국제공항
- 라이베리아
  - 몬로비아 - 로바트 국제공항
- 나이지리아
  - 아부자 - 은남디 아지키웨 국제공항
  - 라고스 - 무르탈라 모하메드 국제공항 허브
  - 포트하코트 - 포트하코트 국제공항
  - 소코토 - 사디크 아브바카 3세 국제공항
- 세네갈
  - 다카르 - 요프레오 폴세다르 상고르 국제공항

## 과거 취항지

### 아프리카
- 나이지리아
  - 베닌시티 - 베닌 공항
  - 칼라바르 - 마거릿 에크포 국제공항
  - 에누구 - 아카누 아이비암 국제공항
  - 카노 - 말람 아미노 카노 국제공항
  - 오웨리 - 샘 엠바큐 공항
  - 포트하코트 - 포트하코트 NAF 공군기지
  - 와리 - 와리 공항
- 남아프리카공화국
  - 요하네스버그 - 요하네스버그 국제공항

### 아시아
- 아랍에미리트
  - 두바이- 두바이 국제공항

### 유럽
- 영국
  - 런던
    - 개트윅 공항
    - 히드로 공항